# Sabaria (geslacht)
Sabaria is een vlindergeslacht. Sabaria is opgenomen in de familie van de Spanners.
Hoewel Achille Guenée al in 1857 dit geslacht onder de naam Achrosis classificeerde, zou de door Francis Walker in 1860 voorgesteld naam Sabaria meer aanhang kennen.

## Soortenlijst[1]
- Sabaria alienata
- Sabaria anagoga
- Sabaria berytana
- Sabaria colorata
- Sabaria compsa
- Sabaria contractaria
- Sabaria costimaculata
- Sabaria cyclogonata
- Sabaria elegans
- Sabaria euchroes
- Sabaria excavata
- Sabaria excitata
- Sabaria fulvifusa
- Sabaria haematopis
- Sabaria incitata
- Sabaria innotata
- Sabaria intexta
- Sabaria likianga
- Sabaria lilacina
- Sabaria lithosiaria
- Sabaria mediusta
- Sabaria miscella
- Sabaria multidentata
- Sabaria obliquilineata
- Sabaria pallida
- Sabaria paupera
- Sabaria perfulvata
- Sabaria pulchra
- Sabaria pulchricolor
- Sabaria purpurascens
- Sabaria pyrotoca
- Sabaria rigorata
- Sabaria rondelaria
- Sabaria rosearia
- Sabaria rufipennis
- Sabaria schistifusata
- Sabaria semifulva
- Sabaria semiruba
- Sabaria serpentinaria
- Sabaria spurca
- Sabaria squalida
- Sabaria squalidaria
- Sabaria violacearia
- Sabaria viridapex